# Puzzelwoordenboek

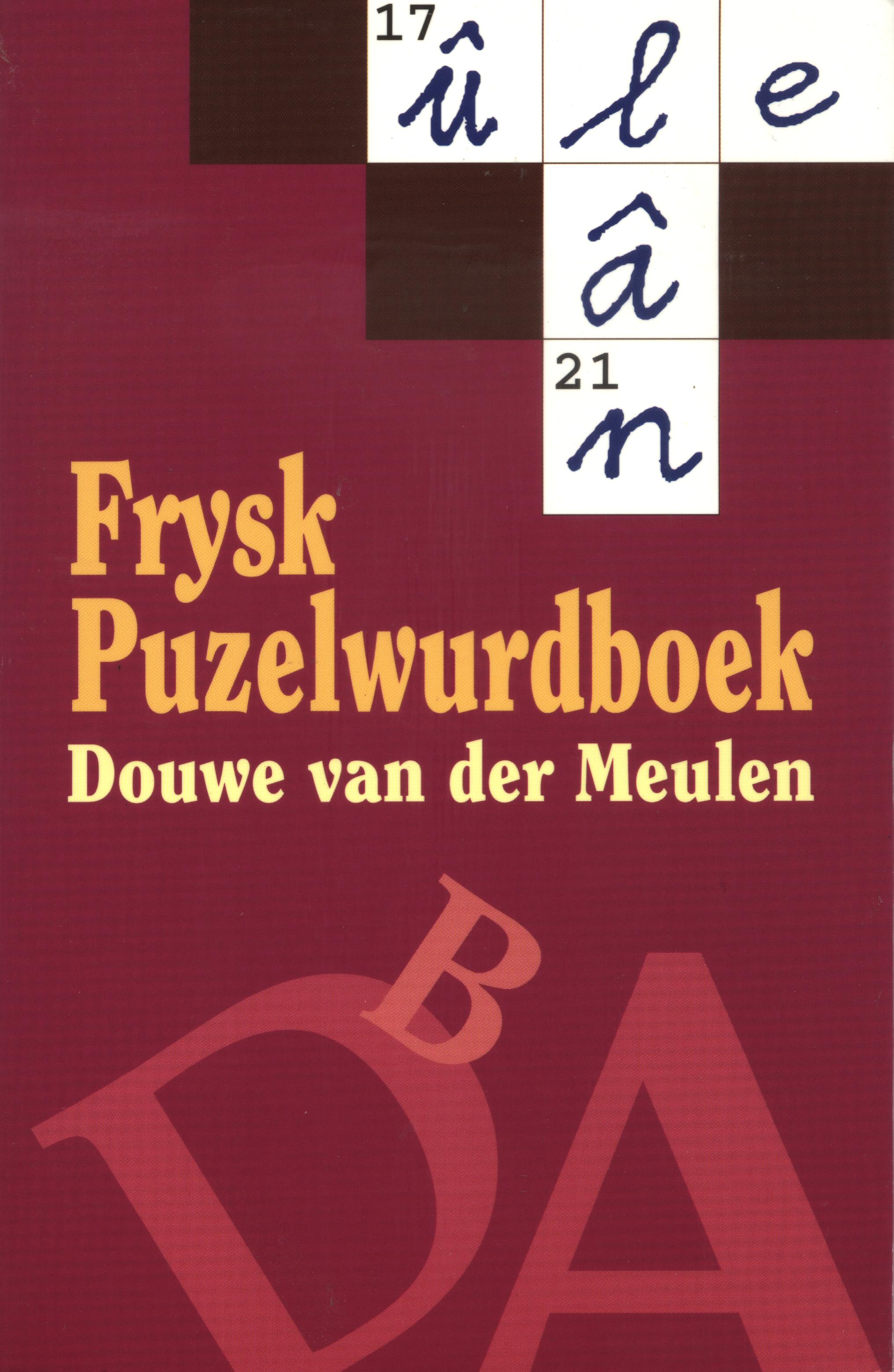
Een Fries Puzzelwoordenboek

Een puzzelwoordenboek of Puzzelencyclopedie is een woordenboek dat als hulp kan dienen bij het oplossen van kruiswoordraadsels, filippines, doorlopers en andere puzzelsoorten.
Anders dan een gewoon woordenboek gaat een puzzelwoordenboek van gemakkelijk naar moeilijk. In een woordenboek worden moeilijke woorden eenvoudig uitgelegd. Een puzzelaar zoekt daarentegen een woord bij de omschrijving. De lemmata zijn soms zowel op woord als op omschrijving opgenomen. Ook worden wel afkortingen en namen van organisaties opgenomen.
Door de vermelding van het aantal letters per synoniem of oplossingswoord kunnen puzzelaars sneller een keuze maken uit de oplossingswoorden.
Puzzelwoordenboeken bevatten naast voorbeelden en synoniemen vaak veel rubrieken, zoals aardrijkskundige namen, componisten, jongens- en meisjesnamen, schilders, vogels en wetenschappers. De meest uitgebreide puzzelwoordenboeken bestaan uit meerdere delen.
Een van de eerste makers van Nederlandse puzzelboeken was Henk Verkuyl. Diens eerste puzzelwoordenboek verscheen in de jaren zestig van de 20e eeuw. Tot de latere makers van een Nederlands puzzelwoordenboek behoren Jan Meulendijks en Dick Beekman.

## Woordenlijsten op aantal letters
Een speciale soort puzzelwoordenboek bevat lijsten met woorden op aantallen letters. De woorden zijn daarbij alfabetisch en lexicografisch op woordlengte gerangschikt. Als in een kruiswoordraadsel bijvoorbeeld een woord woord wordt gezocht van 6 letters, waarvan de eerste, vijfde en zesde letters gevonden zijn, kunnen de lijsten worden nagezocht.
Retrogade
Bij de ’omgekeerde puzzelwoordenboeken’ zijn de woorden van de woordenlijsten per letteraantal achterwaarts gealfabetiseerd (retrogade). Zo kan bijvoorbeeld een oplossingswoord worden gevonden waarvan alleen de laatste letter bekend is. Retrogade woordenboeken kunnen ook gebruikt worden voor andere doeleinden: zo kunnen bijvoorbeeld woorden worden gevonden die eindigen op '-kunst' of '-zand'. In retrogade woordenlijsten kan ook naar rijmwoorden worden gezocht.
Canoniek
Bij canonieke woordenboeken worden de samenstellende letters van woorden alfabetisch weergegeven. Zo wordt in de rubriek 11-letterwoorden het woord ‘woordzoeker’ weergegeven als: Deekooorrwz - Woordzoeker. Woorden met dezelfde canonieke vorm zijn anagrammen van elkaar. Als de letters waaruit een woord bestaat bekend zijn, in alfabetische volgorde worden geplaatst, verschaft een canoniek woordenboek de oplossing(en). Canonieke woordenlijsten bieden steun bij het oplossen van anagrampuzzels, cryptogrammen, visitekaartjes, zandlopers, piramides en koppelraadsels, maar ook bij scrabble.

## Cryptogrammen
Een speciaal puzzelwoordenboek werd gemaakt voor liefhebbers van cryptogrammen. De woorden in deze 'Cryptokraker' stonden gerubriceerd in lijsten met woorden van gelijke lengte. De volgorde binnen elke lijst ging op alfabetische omschrijving. Zo begon de lijst van 7-letterwoorden met de letter 'A': strijken – Aaien over het wasgoed

## Digitale woordenboeken
De inhoud van puzzelwoordenboeken werd later gedigitaliseerd zodat woorden op internet kunnen worden opgezocht. Ook zijn deze woordenboeken in de verschillende app-stores verkrijgbaar als app, zodat ze ook op de telefoon kunnen worden geïnstalleerd. Naast lijsten voor puzzelaars kwamen er ook lijsten voor woorden die bij Wordfeud konden worden gebruikt. Bij digitale woordenboeken kunnen puzzelwoorden worden opgezocht voor ontbrekende letters in woorden. Naast het opzoeken van synoniemen en puzzelwoorden kunnen ook anagrammen worden opgezocht. Zo worden bij het invoeren van alle samenstellende letters direct alle woorden getoond die van dit anagram gemaakt kunnen worden.